# Bischeri

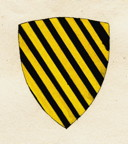
Stemma della famiglia Bischeri

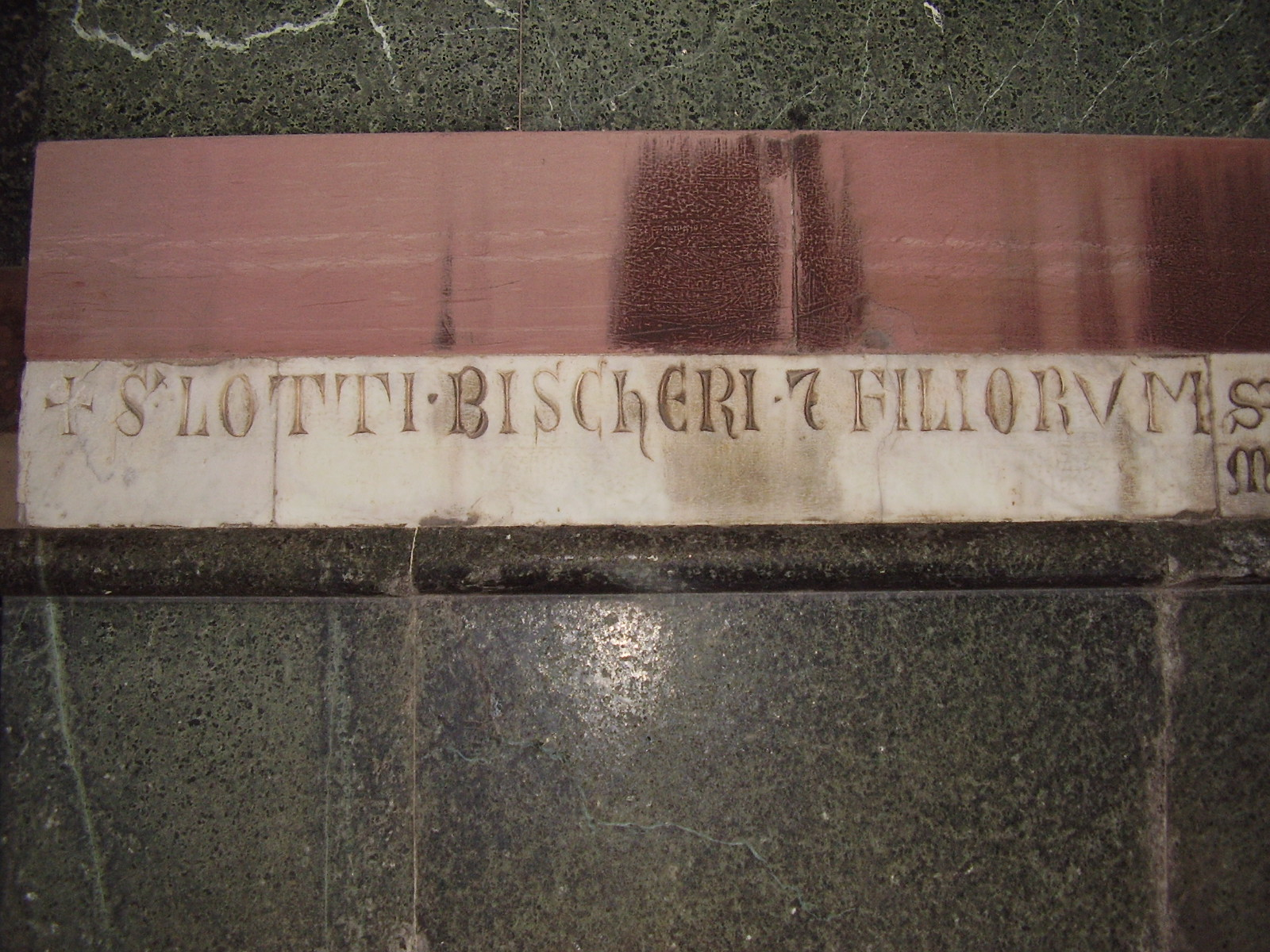
Il nome di un componente dei Bischeri inciso sul lato sud della Cattedrale

I Bischeri furono una cospicua famiglia fiorentina, il cui cognome costituisce una famosa etimologia popolare, che gode però di scarsa considerazione tra i linguisti per bìschero, il tipico appellativo toscano indirizzato a persone ingenue e poco furbe. Eppure questa famiglia, a dispetto della spiacevole fama che l'accompagna, ebbe una notevole importanza economica e politica nella Firenze medievale e seppe anche riprendersi dal tracollo economico da cui ebbe origine il termine dispregiativo.

## Storia
Si hanno tracce dei Bischeri in Firenze fin dalla metà del XIII secolo e nei decenni successivi questi si imposero come ricchi possidenti e mercanti, conseguendo molte cariche pubbliche, tra cui ben 15 priorati dal 1309 al 1432 e due Gonfalonieri di Giustizia (Noferi e Giovanni). La famiglia Bischeri aveva le proprie case nella zona tra piazza del Duomo e via dell'Oriuolo, nota oggi come "Canto dei Bischeri" ed il suo stemma era bandato di otto di nero e di oro.
Per quanto riguarda il poco gradevole appellativo, la tradizione fa risalire la sua origine al tempo della costruzione della cattedrale di Santa Maria del Fiore. I Bischeri possedevano infatti diverse case nell'area dove la Repubblica Fiorentina aveva progettato la costruzione del Duomo e il governo aveva offerto loro una congrua somma di denaro per acquistarle e liberare l'area. Si narra che la famiglia si rifiutasse allora di accettare l'offerta, volendo tirare ancora sul prezzo (tutti i terreni nella zona erano saliti di valore per speculazione da quando era stato iniziato il progetto della cattedrale), ma alla fine essi tirarono troppo la corda, facendo perdere la pazienza al governo fiorentino che decise di ridurre l'area del cantiere, tanto da escludere molte proprietà dei Bischeri, espropriando le poche rimanenti con ben pochi fiorini d'indennizzo. Alcune versioni popolari più fantasiose parlano anche di un incendio delle case dei Bischeri, ma si tratta di invenzioni.
Da questo tracollo finanziario la famiglia seppe riprendersi bene in seguito, nonostante una indubbia e poco gradita celebrità. La decadenza della famiglia iniziò nel 1434, quando Barnaba, l'ultimo priore della famiglia, fu esiliato per dieci anni a Napoli per volere di Cosimo il Vecchio. Le proprietà dei Bischeri passarono poi alla famiglia Buondelmonti e ai Sacrati-Guadagni-Strozzi di Mantova, che vi eressero quello che oggi è noto come palazzo Guadagni dell'Opera (forse per questo è diffusa la diceria che i Bischeri avessero cambiato nome in Guadagni).